# Mammillaria luethyi
Mammillaria luethyi (укр. Мамілярія Люті) — сукулентна рослина з роду мамілярія (Mammillaria) родини кактусових (Cactaceae).

## Етимологія

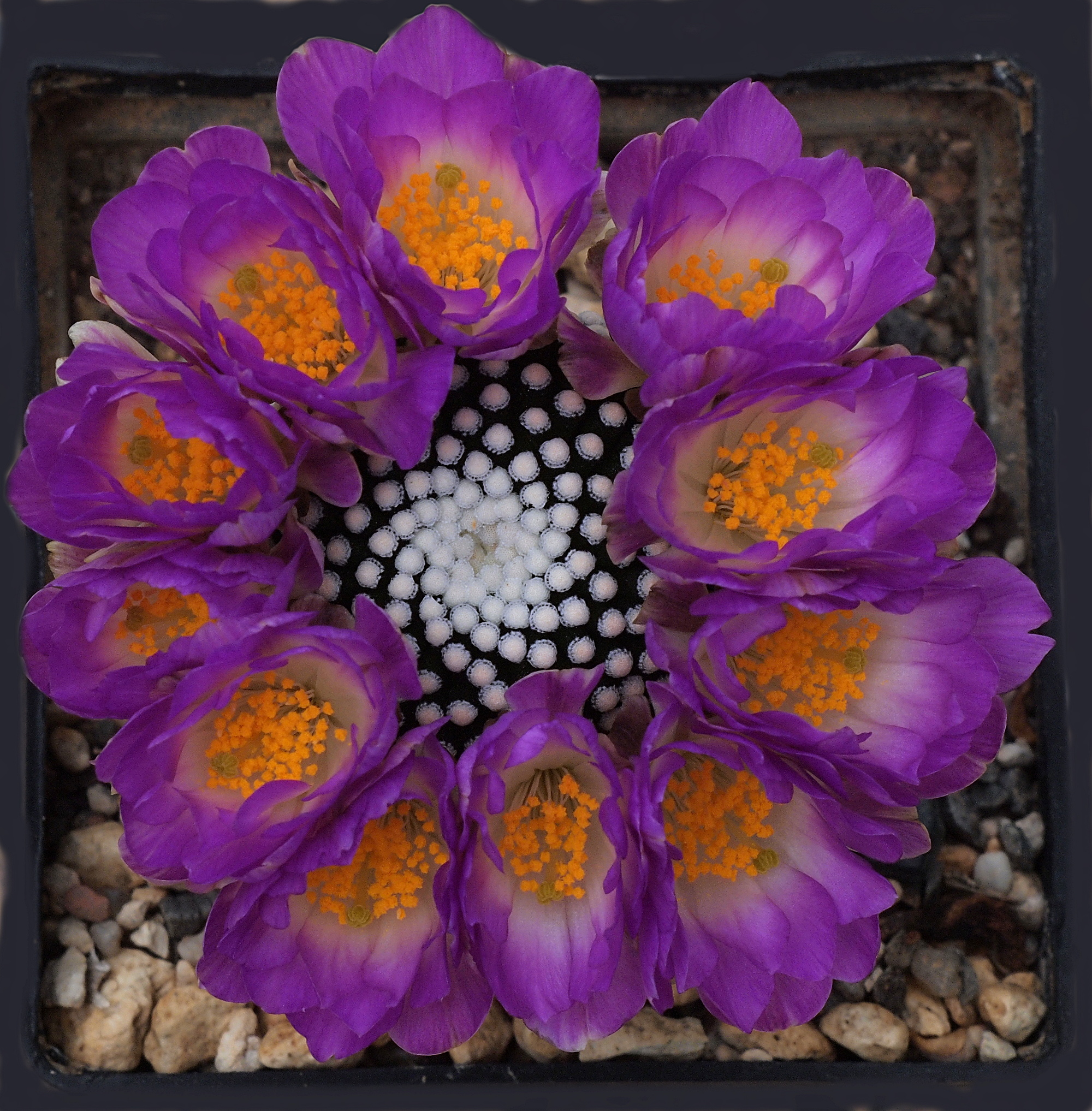
Цвітіння Mammillaria luethyi

Видова назва дана на честь швейцарського ботаніка, знавця роду Mammillaria Йонаса Мартіна Люті, що продовжує займатися його таксономією.

## Ареал і екологія
Mammillaria luethyi є ендемічною рослиною Мексики. Ареал розташований на півночі штату Коауїла. Рослини зростають на висоті 800 метрів над рівнем моря на вапнякових схилах у скелястій місцевості в напівпустелі.

## Морфологічний опис
Рослини мають одиночні стебла або трохи гілкується, найчастіше знизу у землі.
| Орган              | Опис |
| Коріння            | |
| Стебло             | соковите, звужується до кореня, сплюснуто-кулясте до кулястого, до 1,5 см в діаметрі.                                            |
| Епідерміс          | темно-зелений. |
| Маміли             | часті, вертикальні, тонкі, циліндричні.                                                                                          |
| Ареоли             | |
| Аксили             | чорні. |
| Центральні колючки | немає. |
| Радіальні колючки  | 80, білі, в окремих рядах, вертикальні, розходяться променями, розташовуються щільними, сплюсненими групами, до 2 мм в діаметрі. |
| Квіти              | бузкові (колір — маржента), до 20 мм завдовжки і в діаметрі.                                                                     |
| Бутони             | |
| Зовнішні пелюстки  | |
| Внутрішні пелюстки | |
| Тичинки            | |
| Маточка            | |
| Плоди              | занурені в стебло, кулясті, жовтувато-зелені або червонувато-зелені, 4-5 мм в діаметрі.                                          |
| Насіння            | чорне. |

## Використання

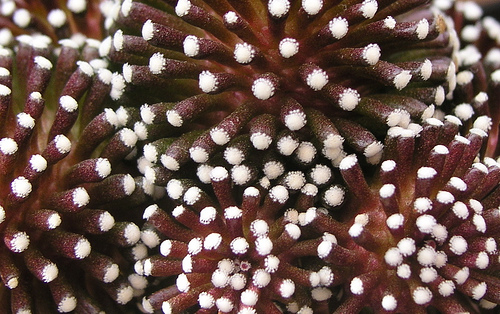
Mammillaria luethyi має дуже незвичайного вигляду маміли

Відкриття Mammillaria luethyi стало однією з найсенсаційніших знахідок кінця XX століття.
Цей вид вирощується як декоративна рослина, зазвичай прищеплений на інші кактуси, тому що кореневласна культура досі не має оптимальної рецептури. Однак рослини широко і успішно культивуються.

## Чисельність, охоронний статус та заходи по збереженню
Mammillaria eriacantha входить до Червоного списку Міжнародного союзу охорони природи уразливих видів (VU).
Цей вид відомий лише з двох місць і має обмежений ареал близько 20 км². На момент опису цього виду в 1996 р. вважалося, що рослини зустрічаються в діапазоні менше 200 м², а їх чисельність оцінювалася у менше ніж 200 особин. Проте, в 2006 році, автори виявили нову популяцію за кілька кілометрів від початкового місця і оцінили число рослин у ній в багато тисяч.
Основною загрозою лишається незаконний збір аматорських і комерційних колекціонерів, не зважаючи на легкодоступність вирощування в культурі. Цей вид є одним найпопулярніших серед кактусистів через свою рідкість і незвичайний зовнішній вигляд. Хоча точне місцезнаходження відомо лише малій кількості експертів, рослини широко доступні по всьому світу в результаті поширення незаконно вивезених зразків, що поширюються з місць зростання через низький рівень мексиканських урядовців.
Охороняється Конвенцією про міжнародну торгівлю видами дикої фауни і флори, що перебувають під загрозою зникнення (CITES).